# Doğubeyazıt (district)
Doğubeyazıt is een Turks district in de provincie Ağrı en telt 111.299 inwoners (2007). Het district heeft een oppervlakte van 2415,8 km². Hoofdplaats is Doğubeyazıt.
De bevolkingsontwikkeling van het district is weergegeven in onderstaande tabel.
| 1997   | 2000    | 2007    |
| ------ | ------- | ------- |
| 86.576 | 105.754 | 111.299 |